# Macrosiphoniella teriolana
Macrosiphoniella teriolana är en insektsart. Macrosiphoniella teriolana ingår i släktet Macrosiphoniella och familjen långrörsbladlöss. Inga underarter finns listade i Catalogue of Life.